# توشرسفلد
توشرسفلد (به آلمانی: Tüchersfeld) یک منطقهٔ مسکونی در آلمان است که در پتن‌اشتاین (بایرن) واقع شده‌است.